# Diamantino Costa
Diamantino Costa est un footballeur portugais, né le 29 mai 1948 à Portimão. Il évoluait aux postes de milieu, d'attaquant et d'ailier.

## Carrière
Diamantino Costa est formé au Benfica Lisbonne jusqu'en 1966. En 1966, il passe professionnel, mais il ne joue pas souvent, avec de nombreuses qualités à la pointe de l'attaque du Benfica comme Eusébio et José Torres, qui est ces années-là un des meilleurs clubs du moment. Il est placé en équipe réserve, durant ces deux premiers années avec l'effectif pro.
Afin d'avoir un peu de jeu, il va du côté du Varzim, un autre club de première division pour montrer sa valeur sur le terrain. Il joue vingt-cinq rencontres en inscrivant cinq buts ainsi à la fin de la saison, il retrouve à nouveau son club formateur, un an après l'avoir quitté.
Il revient à Lisbonne, à nouveau avec le Benfica, il y dispute au total huit saisons au plus haut niveau, sans avoir pratiquement sa chance sur le onze de départ. Il est plus utilisé comme joker et comme remplaçant. Il y dispute sa première saison, avec 8 matchs et 1 but pendant la saison 1969/70. Il ne dépasse pas au-delà de 13 matchs, puis 7, puis 4, au fil des saisons. Il y dispute au total quatre-vingt-cinq rencontres et huit buts, en remportant de nombreux titres de champion du Portugal. Il y reste jusqu'en 1977, avant de partir et tenter le rêve américain.
C'est la Team Hawaii, qui vient le chercher du Portugal jusqu'aux États-Unis, mais il reste peu de temps car son club se retire du football, dans la même année. Il quitte son club pour rejoindre un autre club de NASL, le Las Vegas Quicksilvers mais reste très peu car il joue une nouvelle fois très peu. Il attend la fin de saison avant de revenir dans son pays d'origine, et aussi dans sa ville d'origine.
Après un court départ des States il revient dans sa ville de naissance, au club local, le Portimonense, Diamantino fait une saison très décevante, en pratiquant vingt et une rencontre sans inscrire le moindre but. Il parvient pas a éviter la relégation avec son club. Cependant il reste au club, pour disputer la seconde division, et parvient avec son club de remonter la pente, en remportant la II Divisão - Zona Sul, ainsi directement promu. Sa troisième saison au club, il ne joue pas beaucoup, et ne rentre pas dans les plans de Manuel de Oliveira ce qui facilite son départ à la fin de la saison, bien qu'il parvienne tout de même à assurer une huitième place au général.
Il s'envole vers Estoril dès le mercato d'été, et fais sensation dès sa première saison en inscrivant dix buts pour vingt trois rencontres. Il est l'homme fort des Canarinhos. Ces buts, contribue à la belle performance qu'il fait, ainsi il remporte le titre de II Divisão - Zona Sul une nouvelle fois, mais cette fois-ci pour le club d'Estoril. Les saisons qui suivent et ne se ressemblent pas, son club évite de justesse pendant la saison 1981/82 et 1982/83 de frôler la relégation. Il perd aussi son temps de jeu, en ayant fait deux saisons décevantes en ayant à peine franchi les trois buts. Sa dernière saison il joue à peine, quinze rencontres, et n'arrive pas à sauver son club de la relégation.
À la suite de son aventure à Estoril, il s'envole pour sa dernière saison de footballeur vers le União Tomar chez les amateurs, pour disputer la III Divisão - Série D, et une nouvelle fois, malgré son expérience Diamantino ne parvient pas à sauver le club de la relégation qui sombre dans les divisions régionales. Par la même occasion, il prend une fin à sa carrière.

### Statistiques en joueur
| Saison                | Club                   | Championnat           | Championnat | Championnat | Coupe(s) nationale(s) | Coupe(s) nationale(s) | Compétition(s) continentale(s) | Compétition(s) continentale(s) | Compétition(s) continentale(s) | Total | Total |
| Saison                | Club                   | Division              | M.          | B.          | M.                    | B.                    | Comp.                          | M.                             | B.                             | M.    | B.    |
| 1968-1969             | Varzim SC              | 1                     | 25          | 5           | -                     | -                     | -                              | -                              | -                              | 25    | 5     |
| Sous-total            | Sous-total             | Sous-total            | 25          | 5           | -                     | -                     | -                              | -                              | -                              | 25    | 5     |
| 1969-1970             | Benfica Lisbonne       | 1                     | 8           | 1           | -                     | -                     | C1                             | -                              | -                              | 8     | 1     |
| 1970-1971             | Benfica Lisbonne       | 1                     | 13          | 1           | -                     | -                     | C2                             | -                              | -                              | 13    | 1     |
| 1971-1972             | Benfica Lisbonne       | 1                     | 7           | 1           | -                     | -                     | C1                             | -                              | -                              | 7     | 1     |
| 1972-1973             | Benfica Lisbonne       | 1                     | 4           | 0           | -                     | -                     | C1                             | -                              | -                              | 4     | 0     |
| 1973-1974             | Benfica Lisbonne       | 1                     | 17          | 0           | -                     | -                     | C1                             | -                              | -                              | 17    | 0     |
| 1974-1975             | Benfica Lisbonne       | 1                     | 17          | 5           | -                     | -                     | C2                             | -                              | -                              | 17    | 5     |
| 1975-1976             | Benfica Lisbonne       | 1                     | 17          | 0           | -                     | -                     | C1                             | -                              | -                              | 17    | 0     |
| 1976-1977             | Benfica Lisbonne       | 1                     | 2           | 0           | -                     | -                     | C1                             | -                              | -                              | 2     | 0     |
| Sous-total            | Sous-total             | Sous-total            | 85          | 8           | -                     | -                     | -                              | -                              | -                              | 85    | 8     |
| 1977                  | Team Hawaii            | 1                     | 10          | 1           | -                     | -                     | -                              | -                              | -                              | 10    | 1     |
| Sous-total            | Sous-total             | Sous-total            | 10          | 1           | -                     | -                     | -                              | -                              | -                              | 10    | 1     |
| 1977                  | Las Vegas Quicksilvers | 1                     | 5           | 0           | -                     | -                     | -                              | -                              | -                              | 5     | 0     |
| Sous-total            | Sous-total             | Sous-total            | 5           | 0           | -                     | -                     | -                              | -                              | -                              | 5     | 0     |
| 1977-1978             | Portimonense SC        | 1                     | 21          | 0           | -                     | -                     | -                              | -                              | -                              | 21    | 0     |
| 1978-1979             | Portimonense SC        | 2                     | -           | -           | -                     | -                     | -                              | -                              | -                              | 0     | 0     |
| 1979-1980             | Portimonense SC        | 1                     | 16          | 1           | -                     | -                     | -                              | -                              | -                              | 16    | 1     |
| Sous-total            | Sous-total             | Sous-total            | -           | -           | -                     | -                     | -                              | -                              | -                              | 0     | 0     |
| 1980-1981             | GD Estoril-Praia       | 2                     | 23          | 10          | -                     | -                     | -                              | -                              | -                              | 23    | 10    |
| 1981-1982             | GD Estoril-Praia       | 1                     | 26          | 2           | -                     | -                     | -                              | -                              | -                              | 26    | 2     |
| 1982-1983             | GD Estoril-Praia       | 1                     | 26          | 1           | -                     | -                     | -                              | -                              | -                              | 26    | 1     |
| 1983-1984             | GD Estoril-Praia       | 1                     | 16          | 0           | -                     | -                     | -                              | -                              | -                              | 16    | 0     |
| Sous-total            | Sous-total             | Sous-total            | 91          | 13          | -                     | -                     | -                              | -                              | -                              | 91    | 13    |
| 1984-1985             | União de Tomar         | 3                     | -           | -           | -                     | -                     | -                              | -                              | -                              | 0     | 0     |
| Sous-total            | Sous-total             | Sous-total            | -           | -           | -                     | -                     | -                              | -                              | -                              | 0     | 0     |
| Total sur la carrière | Total sur la carrière  | Total sur la carrière | 253         | 28          | -                     | -                     | -                              | -                              | -                              | 253   | 28    |

## Palmarès

### Benfica
- Vainqueur du Championnat du Portugal : 6 fois — 1970-71, 1971-72, 1972-73, 1974-75, 1975-76, 1976-77
- Vainqueur de la Coupe du Portugal : 2 fois — 1969-70, 1971-72
- Vice-champion du Championnat du Portugal : 2 fois — 1969-70, 1973-74
- Finaliste de la Coupe du Portugal : 3 fois — 1970-71, 1973-74, 1974-75

### Portimonense
- Vainqueur de II Divisão - Zona Sul : 1 fois — 1978-79

### Estoril
- Vainqueur de II Divisão - Zona Sul : 1 fois — 1980-81